# Еловиков, Владимир Ильич
Владимир Ильич Еловиков (21 мая, 1966, Омск, СССР) — советский, российский, украинский хоккеист, игравший на позиции центрального нападающего, мастер спорта СССР.

## Биография
Воспитанник омского хоккея, тренер — Станислав Первушин. Свой первый матч провел 9 октября 1982 года в майке омского «Авангарда» против красноярского «Сокола». Первую шайбу забросил 13 октября того же года в ворота томского «Кедра». За омский «Авангард» провел 333 матча, забросив 83 шайбы. 
Выступал за омский «Авангард», киевский «Сокол», московское «Динамо», харьковское «Динамо», магнитогорский «Металлург», екатеринбуржский «Автомобилист», Самарский ЦСК ВВС, киевский «Беркут».
Чемпион Европы 1984 года среди юниорских команд. Бронзовый призер чемпионата СССР 1985 года. Бронзовый призер чемпионата мира среди молодежных команд 1985 года. Победитель Зимней Универсиады 1989 года в составе студенческой сборной СССР. Чемпион ВЕХЛ. Четырехкратный чемпион Украины. 
В 1998 году защитил диплом Сибирского государственного университета физической культуры и спорта. В 2009 году окончил Высшую школу тренеров при Сибирском государственном университете физической культуры и спорта.

## Семья
Старший сын — хоккеист, игрок чемпионата Украины Илья Еловиков (род. 1987). Младший сын Кирилл (род. 2011) ученик Академия Михайлова.

## Достижения
- Чемпион Европы среди юниоров 1984 г.
- Бронзовый призёр чемпионата мира среди молодёжи 1985 г.
- Бронзовый призёр чемпионата СССР 1985 г.
- Победитель Всемирной Универсиады в составе студенческой сборной СССР 1989 г.
- Чемпион ВЕХЛ.
- Четырёхкратный чемпион Украины.